# Edward John Horan
Pour les articles homonymes, voir Horan.
Edward John Horan (1817-1875) fut le quatrième évêque de Kingston. 

## Biographie
Né à Québec le 26 octobre 1817, il fut ordonné le 22 septembre 1842. Agrégé au séminaire de Québec, il y remplit alternativement les charges de professeur, de directeur et d'assistant-procureur. À l'inauguration de l'Université Laval, il en fut nommé premier secrétaire. En 1856, il remplit la charge de principal de l'École normale Laval. 
Le 8 janvier 1858, le pape Pie IX le nomma évêque de Kingston. Il fut sacré sous ce titre le 1er mai suivant, dans l'église de Saint-Patrice, à Québec. Mgr Horan fit trois voyages à Rome, l'un en 1860, le second en 1862, époque de la canonisation des martyrs du Japon, où il reçut du Saint-Père les titres d'assistant au trône pontifical et de comte romain, et le troisième, en 1865. Le 16 juin 1874, il est nommé évêque titulaire de Chrysopolis-en-Arabie (de). Sa mort arriva le 15 février 1875 à Kingston.